# Robert II av Skottland
Robert II (född 2 mars 1316 på Paisley Abbey i Renfrewshire, död 19 april 1390 på Dundonald Castle i Ayrshire), var kung av Skottland mellan 1371 och 1390. Han kallades också The Steward (förvaltaren). Det tillnamnet gav senare upphov till kungahuset  Stuarts namn. Innan han blev kung var han tre gånger tillförordnad kung under David IIs frånvaro, under sammanlagt 17 år. 

## Biografi

### Tidigt liv
Robert var den ende sonen till Walter Stewart och Marjorie Bruce, dotter till Robert I av Skottland och hans fru Isabella av Mar. Han föddes med kejsarsnitt på Paisley Abbey och modern dog några timmar senare. 
År 1318 beslutade det skotska parlamentet att om kung Robert I dog utan en son så skulle kronan gå till hans dotterson. Men år 1324 kom ytterligare en son till Robert I till världen. Han kröntes till kung David II av Skottland år 1331 efter att den store Robert I hade dött 1329. Det försenade den process som skulle ge kronan till Robert, med närmare 40 år. 
Strax efter att barnkungen David II hade blivit krönt började Robert ta framträdande plats i den skotska politiken. Han var en av kommendanterna i den skotska hären i slaget vid Halidon Hill i juli 1333. Efter att ha nått viss framgång mot 
Edvard Balliols anhängare i västra Skottland blev Robert och John Randolph av Moray (död 1346) valda till tillförordnade kungar av Skottland för den tid som David II var i exil i Frankrike.
De två kungarna blev snart oeniga. Men när Randolph blev tillfångatagen av engelsmännen blev Robert ensam om att ha hand om kungariket. Uppgiften att upprätthålla den kungliga auktoriteten uppfylldes så väl att kung David II kunde komma tillbaka till Skottland 1341.

### Missnöje med David II
David II tog själv över regerandet och på grund av den gamla försvarsalliansen med Frankrike (Auld-alliansen) invaderade han England 1346, men drabbades av ett förkrossande nederlag i slaget vid Neville’s Cross samma år. Robert lyckades smita undan och ta sig tillbaka till Skottland, medan David blev sårad och tillfångatagen. Han fördes till London och satt därefter fängslad i Tower of London i 11 år. 
Detta ledde till att Robert blev vald till tillförordnad regent över Skottland, men allteftersom började politiska friktioner att skava mellan Robert och hans kungliga morbror. Robert anklagades, troligtvis utan grund, for att ha deserterat vid Neville’s Cross. Och eftersom han själv var en legal arvinge till den skotska tronen blev han djupt provocerad av att David II som ersättning för sin frigörelse erbjöd att överlåta den skotska kronan till kung Edvard III av England  eller någon av hans söner.
I oktober 1357 blev Berwick-traktaten av 1357 underskriven, där de skotska myndigheterna åtog sig att betala den oerhörda summen av 100 000 merker som lösensumma för kung David II, som strax därefter återvände till Skottland. Missnöjet med kungen och skatterna steg och hans giftermål med Margaret Logie gjorde inte saken bättre. År 1363 gjorde Robert uppror, men misslyckades och blev fängslad tillsammans med fyra av sina söner. 
David II fick inga barn med sin fru Margaret och han skilde sig från henne år 1369. I ett sista desperat försök att skaffa sig en legitim arvinge planerade han att gifta sig med sin älskarinna Agnes Dunbar, men han dog från äktenskapsplanerna i februari 1371. Då hade David alltså inga barn och den enda legitima efterföljaren på tronen var kungens morbror Robert, och han satt i fängelse. 

### Från fängelse till kröning
Enligt statuterna i dekretet från 1318 skulle Robert efterfölja David II på tronen och han blev därför utsläppt ur fängelset en kort tid innan David dog. Robert kröntes vid Scone i mars 1371 som en mogen man vid en ålder av 55 år. 
Robert II av Skottland utmärkte sig inte som en aktiv kung och adeln började manövrera för att kontrollera och underminera den kungliga auktoriteten. År 1378 bröt det ut ett nytt krig med England. Men kungen själv tog inte del i krigsaktiviteterna, som medförde att Edinburgh brändes ned. Skottland försvarade sig mot flera engelska invasioner, och invaderade självt England är 1388, utan understöd från Frankrike, och vann en stor seger vid slaget vid Otterbourne.
Allt eftersom ålderns skröplighet tyngde kungen mer och mer dominerades regerandet mer och mer av hans två söner, John Stuart, earl av Carrick (senare kallad Robert III) och Robert Stuart, 1:e hertig av Albany. I en ålder av 74 år dog kungen i Dundonald år 1390 och han begravdes i Scone.

### Familj
Robert var först gift med Elizabeth Mure, dotter till Sir Adam Mure av Rowallan, som först hade varit hans älskarinna. Robert gifte sig med henne 1336, men eftersom äktenskapet kritiserades för att inte vara juridiskt korrekt i förhållande till kyrkan gifte han sig med henne en gång till år 1349. Med Elizabeth fick han minst fyra söner; bland dessa fanns Alexander av Buchan och Robert av Albany, hans efterföljare Robert III samt sex döttrar.
Med sin andra fru, Euphemia, dotter till Hugh, 6. jarl av Ross, och änka efter den 3:e jarlen av Moray (hans tidigare kollega som tillförordnad regent), fick han ytterligare två söner och flera döttrar.
Eftersom flera av hans söner hade fötts före äktenskapet blev hans efterföljare legitimiserade genom ett beslut i parlamentet år 1373, men oklarheterna runt hans första äktenskap ledde senare till konflikter bland hans arvtagare från det första äktenskapet, bland dem Jakob I av Skottland, och de oomtvistligt legitima arvtagarna från det andra äktenskapet.
Robert I hade dessutom åtta barn utom äktenskapen, de flesta med kvinnor som man inte vet vad de hette.